# Perigonia stulta
Perigonia stulta är en fjärilsart som beskrevs av Herrich-Schäffer 1854 . Perigonia stulta ingår i släktet Perigonia och familjen svärmare. Inga underarter finns listade i Catalogue of Life.